# Xerohippus anatolicus
Xerohippus anatolicus är en insektsart som beskrevs av Willy Adolf Theodor Ramme 1951. Xerohippus anatolicus ingår i släktet Xerohippus och familjen gräshoppor. Inga underarter finns listade i Catalogue of Life.